# The Flash (phim truyền hình 2014)
The Flash là một series phim truyền hình Mỹ, được phát triển bởi nhà văn/nhà sản xuất Greg Berlanti, Andrew Kreisberg và Geoff Johns, được phát sóng trên The CW. Bộ phim dựa trên nhân vật Barry Allen / Flash, được xuất bản bởi DC Comics, một siêu anh hùng trong trang phục chiến đấu với tốc độ di chuyển siêu phàm. Bộ phim kể về Allen, do Grant Gustin thủ vai, một cảnh sát điều tra hiện trường, người đạt được tốc độ siêu phàm. Anh sử dụng tốc độ siêu phàm của mình để chống lại bọn tội phạm, ngay cả những người có siêu năng lực khác.
The Flash được công chiếu tại Bắc Mỹ vào ngày 7 tháng 10 năm 2014. Bộ phim nhận được sự đón nhận của các nhà phê bình và khán giả. Nó đã giành được giải People's Choice Award cho "Favorite New TV Drama" trong năm 2014. Ngày 11 tháng 1 năm 2015, The CW đã giới thiệu The Flash mùa thứ 2 và ra mắt vào ngày 6 tháng 10 năm 2015.